# Zell am See (huyện)
Bezirk Zell am See là một huyện hành chính (Bezirk) ở bang Salzburg, Áo.
Huyện này có diện tích 2.640.85 km², với dân số 84.124 người (thời điểm 15 tháng 5 năm 2001), và mật độ dân số 32 người trên mỗi km². Trung tâm hành chính huyện là Zell am See.
| Năm    | 1869  | 1880  | 1890  | 1900  | 1910  | 1923  | 1934  | 1939  | 1951  | 1961  | 1971  | 1981  | 1991  | 2001  |
| ------ | ----- | ----- | ----- | ----- | ----- | ----- | ----- | ----- | ----- | ----- | ----- | ----- | ----- | ----- |
| Dân số | 29509 | 31303 | 32189 | 35019 | 37831 | 38554 | 43215 | 45555 | 56176 | 58009 | 66454 | 71811 | 77277 | 84124 |

- Nguồn: Statistik Austria

## Phân chia hành chính
Huyện này được chia thành 28 đô thị, 3 trong số đó là thị xã, và 4 trong số đó là phố thị (market town).

### Thị xã
1. Saalfelden am Steinernen Meer (15.093)
2. Zell am See (9.638)
3. Mittersill (5.930)

### Phố thị
1. Lofer (1.943)
2. Neukirchen am Großvenediger (2.616)
3. Rauris (3.107)
4. Taxenbach (2.918)

### Các đô thị
1. Bramberg am Wildkogel (3.895)
2. Bruck an der Großglocknerstraße (4.430)
3. Dienten am Hochkönig (800)
4. Fusch an der Großglocknerstraße (754)
5. Hollersbach im Pinzgau (1.159)
6. Kaprun (2.903)
7. Krimml (886)
8. Lend (1.604)
9. Leogang (3.035)
10. Maishofen (3.026)
11. Maria Alm (2.143)
12. Niedernsill (2.413)
13. Piesendorf (3.481)
14. Saalbach-Hinterglemm (3.020)
15. St. Martin bei Lofer (1.151)
16. Stuhlfelden (1.539)
17. Unken (1.956)
18. Uttendorf (2.813)
19. Viehhofen (635)
20. Wald im Pinzgau (1.176)
21. Weißbach bei Lofer (406)

(dân số 15 tháng 5 năm 2001)

## Địa điểm thu hút du khách
- Grossglockner Hochalpenstrasse
- Krimmler Falls